# Гептапразеодимтриродий
Гептапразеодимтриродий — бинарное неорганическое соединение
празеодима и родия
с формулой Rh3Pr7,
кристаллы.

## Получение
- Сплавление стехиометрических количеств чистых веществ:

{\displaystyle {\mathsf {7Pr+3Rh\ {\xrightarrow {1150^{o}C}}\ Rh_{3}Pr_{7}}}}

## Физические свойства
Гептапразеодимтриродий образует кристаллы
гексагональной сингонии,
пространственная группа P 63mc,
параметры ячейки a = 1,0012 нм, c = 0,6846 нм, Z = 2,
структура типа гептаторийтрижелеза Fe3Th7
.
Соединение конгруэнтно плавится при температуре ≈1150°C.